# Нуреев, Габдул Гадельшевич
Габду́л Гаде́льшевич Нуре́ев (6 февраля 1922, д. Старый Менгер, Арский кантон — 16 февраля 2004, Казань) ― советский врач, дерматовенеролог, доктор медицинских наук (1982), профессор (1983), Заслуженный врач Татарской АССР (1989).

## Биография
Родился 6 февраля 1922 года в деревне Старый Менгер, Арский кантон, Татарская АССР, РСФСР.
В 1940 году поступил в Казанский государственный медицинский институт. С началом Великой Отечественной войны был мобилизован в Красную армию летом 1941 года. Воевал на 3-м и 4-м Украинском фронтах, был тяжело ранен. Награждён Орденами Отечественной войны I и II степеней и Красной Звезды. В 1945 году был демобилизован, вернувшись на родину, продолжил учёбу в медицинском институте, которое окончил в 1950 году.
С 1954 по 1957 год работал заведующим кожно-венерологическим отделением Республиканской клинической больницы. В 1957 году назначен заместителем главного врача Республиканского кожно-венерологического диспансера. В 1961 году стал заведующим кафедрой дерматовенерологии Казанского государственного медицинского института.
В 1967 году успешно защитил кандидатскую диссертацию, в 1982 ― докторскую. В 1983 году избран профессором. В 1989 году за вклад в развитие здравоохранения в республике Габдул Нуреев был удостоен почётного звания «Заслуженный врач Татарская АССР». В том же году избран Председателем научного Общества дерматовенерологов Татарстана. В 1990 году стал профессором-консультантом.
Автор более 100 работ по проблемам микробной аллергии и аутоаллергии в патогенезе кожных заболеваний. Разработал новую методику специфической гипосенсибилизирующей терапии больных хроническими дерматозами с аллергией к стрептококку и стафилококку.

## Награды и звания
- Орден Отечественной войны I и II степеней[3]
- Орден Красной Звезды
- Медали
- Заслуженный врач Татарской АССР (1989)[1]